# Karin Kramer Verlag
Der Karin Kramer Verlag (KKV) war ein anarchistischer Verlag in Berlin-Neukölln. Betrieben wurde er bis 2014 von Karin Kramer und Bernd Kramer.

## Geschichte und Verlagsprogramm
Vorläufer des Verlags waren Schriften zur internationalen Arbeiter- und Rätebewegung, die als „Untergrundzeitschrift“ herausgegeben wurden. Auch an der Herausgabe der 1968 erschienenen Zeitung linkeck waren Karin und Bernd Kramer, die damals in der linkeck-Kommune in Berlin lebten, beteiligt.

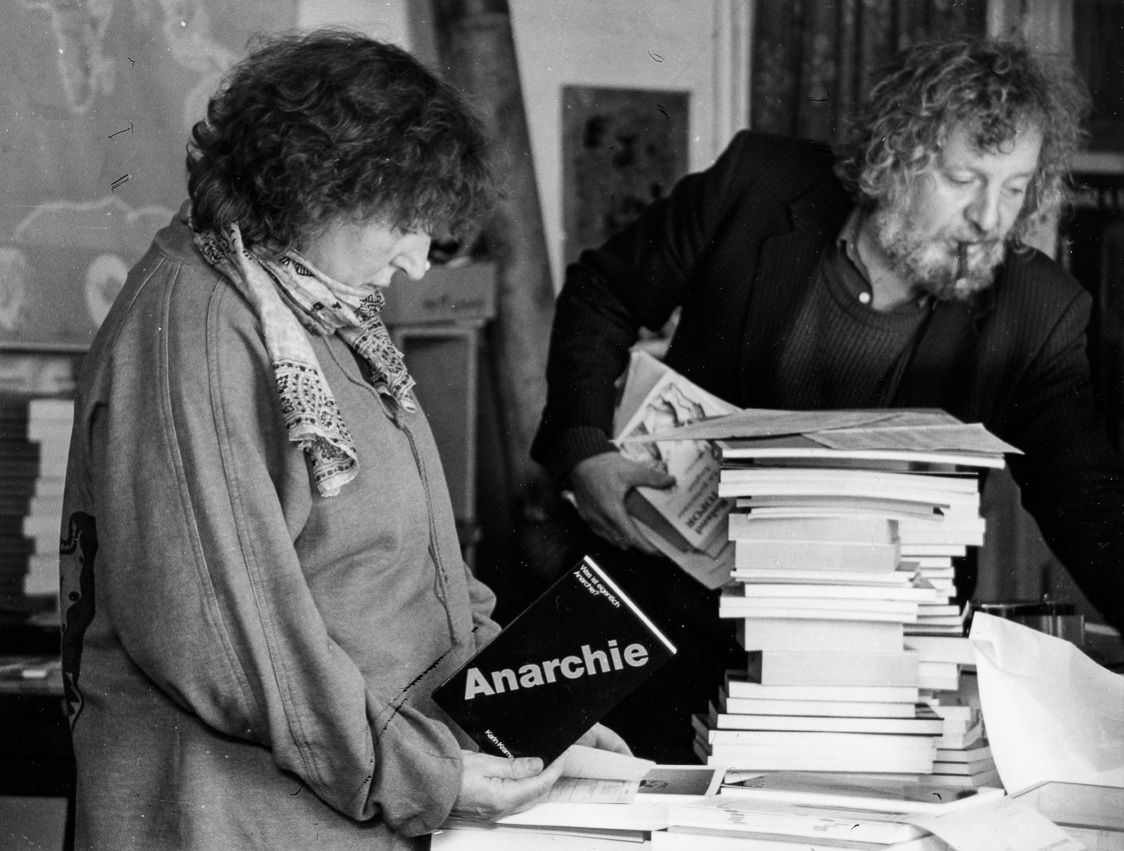
Karin Kramer und Bernd Kramer im Verlagsraum Berlin, 2003

1970 oder 1972 (widersprüchliche Quellen) wurde der Verlag mit der Übersetzung von Bakunins Staatlichkeit und Anarchie gegründet. In den ersten Jahren erschienen Bücher der anarchistischen Klassiker (Bakunin, Kropotkin, Malatesta, Landauer, Mühsam) und zur antiautoritären Erziehung (Wilhelm Reich, Erich Fromm, Siegfried Bernfeld). Die anarchistisch-erkenntnistheoretische Zeitschrift Unter dem Pflaster liegt der Strand, herausgegeben von Hans Peter Duerr mit Beiträgen von Murray Bookchin, Noam Chomsky, Hans Magnus Enzensberger, Paul Goodman und vielen anderen, erschien von 1974 bis 1985 bei Kramer. Jedes Jahr wurden mindestens acht Bücher mit einer 1000er-Mindestauflage publiziert, insgesamt rund 340 Titel.
Neben anarchistischen und linksradikalen Schriften und Werken publizierte der Verlag auch Titel zu Kunst, Stadtgeschichte, Literatur und Lyrik, sowie die Schriften des von der Stadt Berlin und ihren Jobcentern unterstützten Vereins LernNetz Berlin-Brandenburg.
Am 20. März 2014 verstarb Karin Kramer im Alter von 74 Jahren. Sie erlag in einem Berliner Krankenhaus den Folgen einer Krebserkrankung. Bernd Kramer starb am 5. September 2014, ebenfalls mit 74 Jahren an Krebs. Das Archiv des Verlags befindet sich in der Bibliothek der Freien im Haus der Demokratie und Menschenrechte. Der Quiqueg Verlag hat 2024 den ersten Band der „Gesammelten Schriften“ von Bernd Kramer herausgegeben.
Die unten angegebene Website wird von einem Freundeskreis aufrechterhalten (Stand Dez. 2021).

## Bibliothek der Utopien
Die Bibliothek der Utopien war eine deutschsprachige Buchreihe mit wenigen Bänden zu libertären, anarchistischen und (früh)sozialistischen Utopien. Sie erschien in den Jahren 1979 und 1980 in (West-)Berlin im Karin Kramer Verlag. Die folgende Übersicht erhebt keinen Anspruch auf Aktualität oder Vollständigkeit:
- Utopie und Experiment. Giovanni Rossi. 1979
- Reise nach Ikarien. Étienne Cabet. 1979 (Nachdr. d. Ausg. Paris, Bureau du Populaire, 1848)
- Leidenschaft und Arbeit. Théodore Dézamy. 1980
- Utopie der Barrikaden. Joseph Déjacque. 1980